# Vigliecca & Associados
Vigliecca & Associados é um escritório brasileiro de arquitetura baseado em São Paulo e no Rio de Janeiro formado por Héctor Vigliecca, Luciene Quel, Ronald Werner Fiedler e Neli Shimizu. Dispõe de uma vasta produção que abarca desde habitação de interesse social, arenas esportivas e edifícios de alta complexidade nos âmbitos cultural, educacional e institucional até grandes intervenções urbanas.
É reconhecido pela atuação em projetos urbanos de grande escala. Destaca-se pela participação em concursos públicos nacionais e internacionais. A expressiva experiência de Héctor Vigliecca e equipe em concursos – foram cerca de 90 ao longo de 40 anos de carreira, sendo 50 premiados –, está reunida no livro “Hipóteses do Real (2013)”.
Possui mais dois livros bilíngues (português/inglês) publicados: "Arena Castelão - Governador Plácido Aderaldo Castelo (2014)", com história, engenharias e arquitetura do principal estádio do Ceará, e "O Terceiro Território - Habitação Coletiva e Cidade", sobre habitação social.
Obteve inúmeros primeiros prêmios, entre eles na licitação internacional para elaboração do plano urbanístico e de projetos básico e executivo do Parque Olímpico de Deodoro, maior região olímpica da Rio 2016, com 2,5 milhões de metros quadrados, e na licitação da Operação Urbana Consorciada Mooca-Vila Carioca, um dos maiores planos urbanos em andamento em São Paulo. Também participa dos programas Morar Carioca, Morro dos Macacos/Parque Vila Isabel, e Renova SP - Perímetro do Morro do S4.
Entre seus principais projetos estão a modernização da Arena Castelão, em Fortaleza, que sediou jogos da Copa do Mundo 2014 e da Copa das Confederações 2013. Primeiro a ficar pronto para o Mundial (em 15 de dezembro de 2012), é também o primeiro da América do Sul a receber o certificado ambiental internacional LEED, além de ter sido considerado o mais econômico dos últimos quatro mundiais. Destaca-se por uma arquitetura que integra parte do existente com a nova estrutura e oferece uma atmosfera de espetáculo mesmo vazio. “O atraente estádio de Fortaleza pode abrir precedentes para outras obras públicas relacionadas ao esporte”.
Outro projeto importante do escritório é o Parque Novo Santo Amaro V, experiência única na área de habitação de interesse social e urbanização de área de risco. Mais do que criar moradias para famílias que viviam de forma precária, o projeto trouxe melhoria urbana para a comunidade de baixa renda, situada em uma região de mananciais na zona sul de São Paulo. O projeto se insere na paisagem urbana, valorizando seus recursos. “Esse grande projeto de habitação social do Vigliecca & Associados exemplifica a nova forma de São Paulo lidar com favelas”

## Prêmios
Entre os principais prêmios e distinções recebidos pelo escritório estão: “Prêmio Destaque” na Bienal Internacional de Arquitetura de São Paulo (2003), “O Melhor da Arquitetura”, da Editora Abril, pela reurbanização da Rua Oscar Freire e pelo projeto de habitação social e reurbanização na favela de Heliópolis, ambos em 2008; Prêmio Especial Joaquim Guedes – Melhor Obra Construída (reurbanização Área de Portais, Osasco-SP), 1º Prêmio, categoria Urbanismo (projeto Operação Urbana Consorciada Tietê II, Osasco-SP) e Menção Honrosa, categoria Habitação de Interesse Social (projeto Parque Novo Santo Amaro V, São Paulo-SP, concedidos pelo IAB-SP (Instituto de Arquitetos do Brasil), em 2010. Héctor Vigliecca ainda recebeu o prêmio “Os Melhores de 2012”, cat. Urbanidade, pela APCA (Associação Paulista de Críticos de Arte), e “Homenagem a arquitetos e urbanistas latino-americanos que muito contribuíram para a construção da cidade de São Paulo” (2011), pela Câmara Municipal de São Paulo, além de ter sido indicado ao Mies van der Rohe (1998), um dos maiores reconhecimentos da arquitetura mundial. Entre as premiações internacionais ainda está a “Menção Honrosa” pelo projeto para o concurso público internacional do Grande Museu do Egito, no Cairo (2003). A equipe do Vigliecca & Associados figurou como a única não europeia entre as dez finalistas. Considerado o maior concurso internacional dos últimos 20 anos, contou com 1.557 candidatos de equipes que envolviam grandes nomes da arquitetura mundial.
O escritório foi indicado ao Zumtobel Group Award, pelo projeto Parque Novo Santo Amaro V. Esse projeto foi selecionado entre os 36 mais expressivos das Américas pelo Mies Crown Hall Americas Prize.
Vigliecca & Associados integrou o Pavilhão do Brasil da Bienal de Veneza 2014 com dois projetos: Parque Novo Santo Amaro V e Jardim Vicentina.
Participou da exposição "12 Stadiums/ 12 Cities: Brazil 2014 World Soccer Destinations" no Coral Gables Museum, em Miami, Flórida, nos Estados Unidos, com o projeto da Arena Castelão.
Venceu por unanimidade o Concurso Anexo da Biblioteca Nacional, realizado em 2014 pela Fundação Biblioteca Nacional, Companhia de Desenvolvimento Urbano da Região Portuária (CDURP) e Instituto de Arquitetos do Brasil – IAB/RJ.

## Cronologia – Projetos selecionados
- 1996 – Hospital Santa Catarina (Concurso Saguão de Ideias), São Paulo – SP
- 1997 – Shopping Céu Aberto (Nova Iguaçu, RJ), Rio Cidade II – Ramos (Rio de Janeiro – RJ) e Centro Cultural dos Correios (São Paulo – SP)
- 1998 – Projeto Eixo do Tamanduateí (Santo André, SP), Nova sede da FAPESP (São Paulo – SP)
- 2000 – Centro Aquático UNISUL (Palhoça – SC), Monumento em Homenagem aos Imigrantes e Migrantes (São Paulo – SP)
- 2001 – Igreja da PUC (Campinas – SP), Reurbanização da Rua 25 de Março e Reurbanização da Rua Oscar Freire (São Paulo – SP)
- 2002 – Reurbanização do Centro Histórico (Sumaré – SP), Centro de Convenções (São Sebastião – SP), Casarão do Carmo e Reconversão Urbana do Largo da Batata (São Paulo – SP)
- 2003 – Grande Museu do Egito (Cairo, Egito) e Biblioteca Nacional do México (Cidade do México, México)
- 2003 – Centro Cultural da Sanasa (Campinas – SP), Escola Estadual Carrãozinho (FDE), Complexo Esportivo do Ibirapuera e Vila dos Idosos (São Paulo –SP)
- 2004 – Aeroporto (Florianópolis – SC), Bairro Novo Barra Funda (São Paulo –SP), Reurbanização do Complexo Paraisópolis (São Paulo – SP), Urbanização de Heliópolis – Gleba A (São Paulo – SP), Grande Eixo de Beirute (Beirute, Líbano)
- 2005 – Nova Sede da Petrobras (Vitória - ES), Campos da Justiça (Madri, Espanha), Biblioteca de Guadalajara (Guadalajara, México)
- 2006 – Centros Esportivos Modulares (Manaus – AM), Centro Judiciário (Curitiba – PR), Biblioteca Nacional (Praga, República Tcheca), Procuradoria Federal da República (Porto Alegre – RS), Modernização do Estádio Vivaldão (Manaus – AM), Complexo Figueirense Futebol Clube (Florianópolis – SC), Urbanização de Jardim Vicentina (Osasco – SP) e Área de Portais/Colinas D’Oeste (Osasco - SP)
- 2007 – Plano Diretor de Áreas Especiais (Rio Claro – SP), Remodelação do Estádio de Barcelona (com Carlos Arcos e MAAM), Teatro de Londrina (Londrina – PR), Laboratório da UFSCAR (São Carlos – SP), Plano urbanístico para o Bairro de Bonfim – OUC Tietê II (Osasco-SP)
- 2008 – Sede da CAF (Caracas, Venezuela), Arena Castelão (Fortaleza - CE), Secretaria do Esporte do Estado do Ceará (Fortaleza - CE)
- 2009 – Assembleia Legislativa (Porto Alegre - RS), Complexo Batistão (Aracaju - SE), Residencial Sílvio Baccarelli (São Paulo - SP), Parque Novo Santo Amaro V (São Paulo - SP) e Parque Guarapiranga (São Paulo - SP)
- 2010 – Plano Urbanístico do Boulevard da Paz (São Paulo – SP), Largo do Mercado e Praça dos Três Poderes (Florianópolis - SC)
- 2011 – Plaza Armênia (Montevidéu, Uruguai), Fecomercio (Porto Alegre - RS), Renova SP – Morro do S4 (São Paulo - SP), Morar Carioca (Rio de Janeiro - RJ) e Porto Olímpico Carioca (Rio de Janeiro - RJ)
- 2012 – Operação Urbana Consorciada Mooca Vila-Carioca e Museu da Energia (São Paulo – SP)
- 2013 – Antel Arena (Montevidéu, Uruguai), Sesc Ribeirão Preto (Ribeirão Preto – SP),  Parque Olímpico de Deodoro RIO2016(Rio de Janeiro – RJ)

## Ligações Externas
- Site do escritório
- Reportagem na revista aU
- Vigliecca & Associados no site alemão Archipendium
- Resenha do livro "O Terceiro Território" no Caderno Ilustríssima da Folha de S.Paulo
- Entrevista com Héctor Vigliecca no jornal O Globo
- Entrevista com Héctor Vigliecca na Veja Online[ligação inativa]
- Entrevista com Héctor Vigliecca no Deutsche Welle
- Entrevista com Héctor Vigliecca no Ópera Mundi